# Lernkultur
Der Begriff Lernkultur stellt eine Verbindung zwischen den Begriffen Lernen und Kultur dar - und somit auch zwischen der im Individuum stattfindenden Tätigkeit und dem historisch gewachsenen und wandelbaren Setting, innerhalb dessen diese Tätigkeit stattfindet, und von dem sie inhaltlich beeinflusst wird.

## Definitionen des Begriffs Lernkultur
- „(...) die Gesamtheit der für eine bestimmten Zeit typischen Lernformen und Lehrstile sowie die ihnen zugrundeliegenden anthropologischen, psychologischen, gesellschaftlichen und pädagogischen Orientierungen“ (Weinert 1997,[1] S. 12).

- „(...) die Gesamtheit der Lern- und Entwicklungspotentiale, die über das Zusammenwirken der Mitglieder der Interaktions- und Kommunikationsprozessen auf unterrichtlicher, kollegialer und organisatorischer Ebene arrangiert werden. Lernkulturen sind somit in und durch Lehr-, Lern- sowie Kooperations- und Kommunikationsprozesse immer wieder aufs neue hergestellte Rahmungen, die ihren Gruppenmitgliedern spezifische Entwicklungsmöglichkeiten bieten, andere aber vorenthalten“ (Arnold & Schüßler 1998,[2] S. 4f.).

- „(...) ein bestimmtes Setting, mit bestimmten Regeln, das zum Lernen etabliert wurde und in dem gelernt wird“ (Kleber & Stein 2001,[3] S. 3).
- „(...) ein Netz aus geteilten Bedeutungen und Aktivitäten der beteiligten Akteurinnen und Akteure, welches seinen Ursprung in den vorherrschenden Vorstellungen und Meinungen darüber hat, wie Schule gestaltet werden sollte.“ (Brück-Hübner 2020,[4] S. 32)

„Der Begriff der Lernkultur ist nach systemischen Verständnis, wo alles mit allem verbunden ist, die Zusammenführung, Beschreibung und Kritik der Faktoren eines gesellschaftlich organisierten Lernraumes. Eine solche Lernkultur stellt damit eine Lebenswelt der unmittelbar Beteiligten (Lehrende, Lernenden) dar, in der inhaltliche, symbolische und strukturelle Dimensionen zum kulturellen Gedächtnis der nächsten Generation führen sollen“ (Kösel, E. 2007)
Die Definition von Weinberg (1999) deutet darauf hin, dass Lernkultur konstruiert wird. Durch Interaktions- und Kommunikationsprozesse werden Rahmenbedingungen geschaffen, die Lernen ermöglichen sollen. Da die den Rahmenbedingungen zugrundeliegenden Prozesse jedoch nicht gleich sind, wird Lernkultur immer wieder aufs Neue konstruiert und ist somit wandelbar. Grundlage für die Konstruktion von Lernkultur scheinen Elemente zu sein, die in einem historischen Entwicklungsprozess entstandenen sind. Dies wird durch die Definition von Kleber & Stein (2001) deutlich, in der eine zeitliche Komponente des Begriffs Lernkultur eingeführt wird. Im Hinblick auf den kulturellen Aspekt des Begriffs Lernkultur erscheint jedoch die Reduzierung des Begriffs Lernkultur auf ein etabliertes Setting als nicht ausreichend. Es fehlt eine inhaltliche, gesellschaftlich wertende Dimension. Weinerts (1997) Auslegung scheint hier weiterzuführen. Diese Unterteilung in Setting und zugrundeliegende wissenschaftliche und gesellschaftliche Grundlagen beinhaltet sogar zwei inhaltliche Komponenten: Erstens die gesellschaftliche Perspektive auf Lernen und damit auch auf den kulturellen Aspekt, der das für die Gesellschaft notwendige Wissen bezeichnet, andererseits kann auch der wissenschaftliche Fortschritt hinsichtlich der Erkenntnisse über den Lernprozess und die damit verbundene methodische Umsetzung innerhalb eines Lern-Settings miteinbezogen werden.
Sowohl Weinert als auch Arnold & Schüßler und ebenso Weinberg führen die Gesamtheit „der für eine bestimmten Zeit typischen Lernformen und Lehrstile“ (Weinert 1997, S. 12) beziehungsweise „der Lern- und Entwicklungspotentiale“ (Arnold & Schüßler 1996, S. 4; Weinberg 1999, S. 98) an. Dies lässt den Schluss zu, dass in derselben Gesellschaft Lernkultur in unterschiedlichen Kontexten verschiedene Ausprägungen haben kann. Dies zeigt auch die Diskussion um „neue Lernkulturen“, die von unterschiedlichen gesellschaftlichen, lerntheoretischen und bildungspolitischen Strömungen gekennzeichnet ist (vgl. Schüßler / Thurnes 2005).
Bei Kösel (2007) werden erstmals eine Fülle von Faktoren und Unterscheidungen einer postmodernen Lernkultur zu einer systemtheoretischen Gesamtschau zusammengeführt. Ausgangslage ist die Grundentscheidung der Systemtheorie (Luhmann) zwischen System und Umwelt. Die weiteren Differenzierungen führen dann automatisch zu den Referenzbereichen Kernbildung und Randbildung einer Lernkultur. In der Referenz Kernbildung werden die Bereiche Didaktische Option, Bewusstseinssysteme der Beteiligten, Kommunikation und Entscheidungsprozesse, Handlungsmuster aus der Gesellschaft, Präferenzordnungen der Lehrenden und Lernenden, Alltagshandeln in einer schulischen Organisation, die Form des Unterrichts, der Mythos des Bildungstauschmarktes, der Modus der Leistungsinterpretation, Führungsstile in Lernkulturen, die Kohärenz und Kontingenz einer Lernkultur, Typen von Lernkulturen usw.
Zum Referenzbereich Randbildung ist nach Edmund Kösel u. a. zu rechnen: Selektivität und Durchlässigkeit, Loyalität, Produktprestige, Produktabgrenzung, Resonanzbereiche, inkompatible Elemente, soziale Abgrenzung, Insider-Sprache und Sponsoring.

## Die „neue“ Lernkultur
In der schulpädagogischen Diskussion wurde in den letzten Jahren immer wieder die Entwicklung einer „neuen Lernkultur“ gefordert (z. B. Arnold & Schüssler; 1998; Reusser 1994; Gasser 2008). Trotz des nahezu inflationären Gebrauchs des Terminus „neue Lernkultur“, steckt hinter dem Begriff keine fest eingeführte und etablierte pädagogische Kategorie. Meist mündet die Diskussion um die „neue Lernkultur“ in der Vorstellung alternativer Unterrichtsmethoden, wie z. B. Kooperatives Lernen, Selbstgesteuertes Lernen, Entdeckendes Lernen, Forschendes Lernen oder Projektunterricht. Basierend auf dem Paradigmen vom Lehren zum Lernen rückt bei den Ansätzen der „Neuen Lernkultur“ - in Abgrenzung zur „alten Belehrungskultur“ - der Lernende als selbstständiger und eigenaktiver Konstrukteur des eigenen Lernens in den Fokus (Brück-Hübner 2020, S. 33–37).